# ジュアン・ウロー
ジュアン・ウロー・イ・フロレンサ（カタルーニャ語: Joan Oró i Florensa: カタルーニャ語発音: [ʒuˈan uˈɾo], 西カタルーニャ語: [ʒoˈan oˈɾo], 1923年10月26日 - 2004年9月2日）は、スペイン・リェイダ出身の生化学者。
ウローの研究は生命の起源を理解するのに重要であった。アポロ計画やバイキング計画など、アメリカ航空宇宙局(NASA)が行ったいくつかのミッションに参加した。1986年には生命の起源の分野における貢献が評価され、国際生命の起源学会(ISSOL)によってオパーリンメダルが授与された。

## 生涯

### 青年期
1923年10月26日にリェイダ県リェイダに生まれた。5人兄弟姉妹の末子であり、4人の姉がいる。1936年から1939年に起こったスペイン内戦の影響で、高校卒業は1941年まで遅れた。バルセロナ大学で生化学を学び、1947年に化学の学位を得た。当時のスペイン学術界は科学分野の研究の質が低かった。卒業後には故郷のリェイダに戻り、化学者として生計を立てようとしたが失敗したため、父親のパン屋で3年間働いてお金を稼いだ。1948年にはフランセスカ・フルテサと結婚し、長女マリア・エレーナ、長男ジュアン、次男ジャウマの3人の子が生まれた。バルセロナにあった北米研究所を通じてアメリカ合衆国にある50以上の大学に手紙を送り、返信があった4大学の中からヒューストンのライス研究所への入学を決めた。

### アメリカ移住後

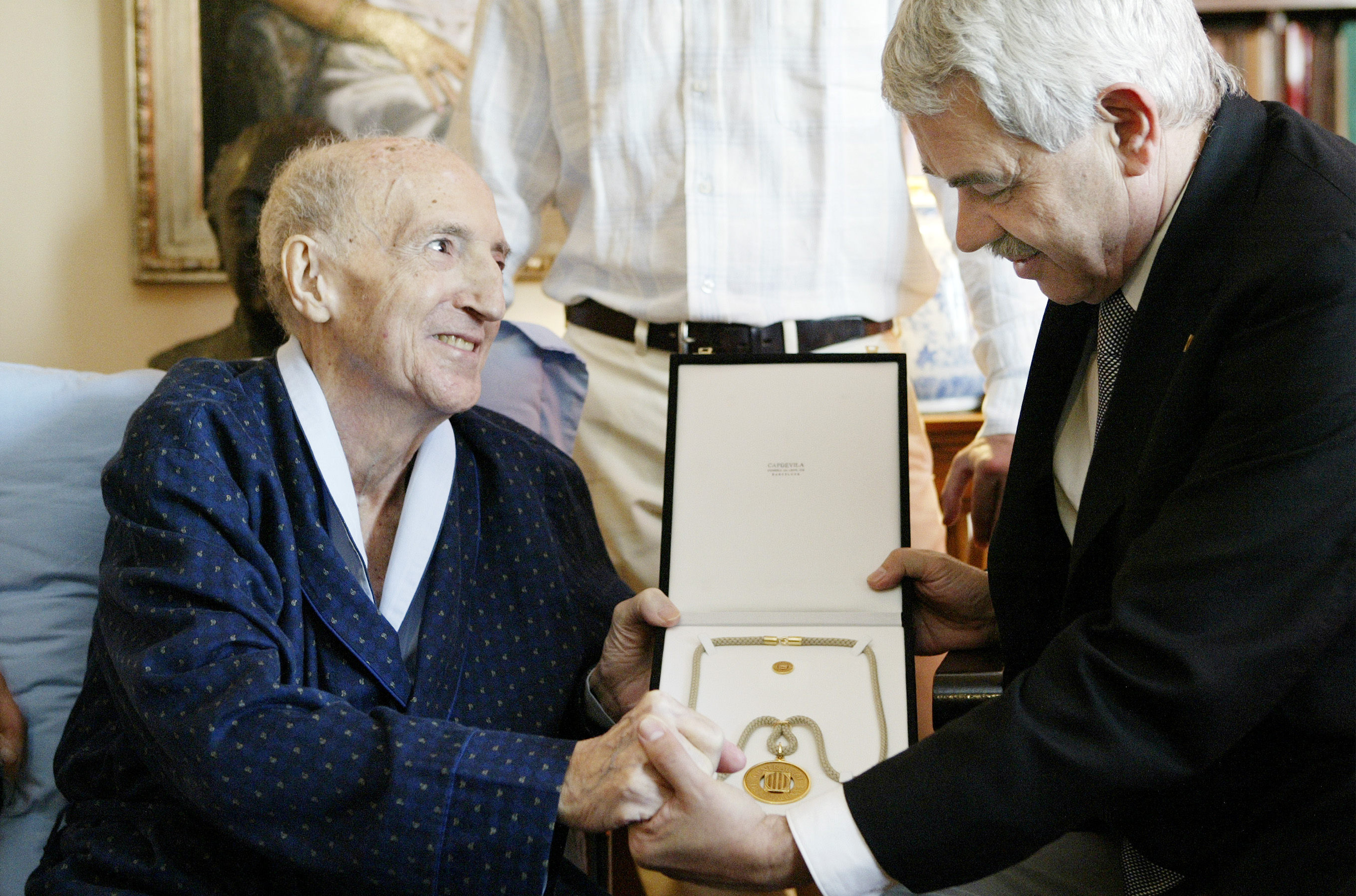
パスクアル・マラガイ州首相からサン・ジョルディ十字勲章を授かるウロー（左）

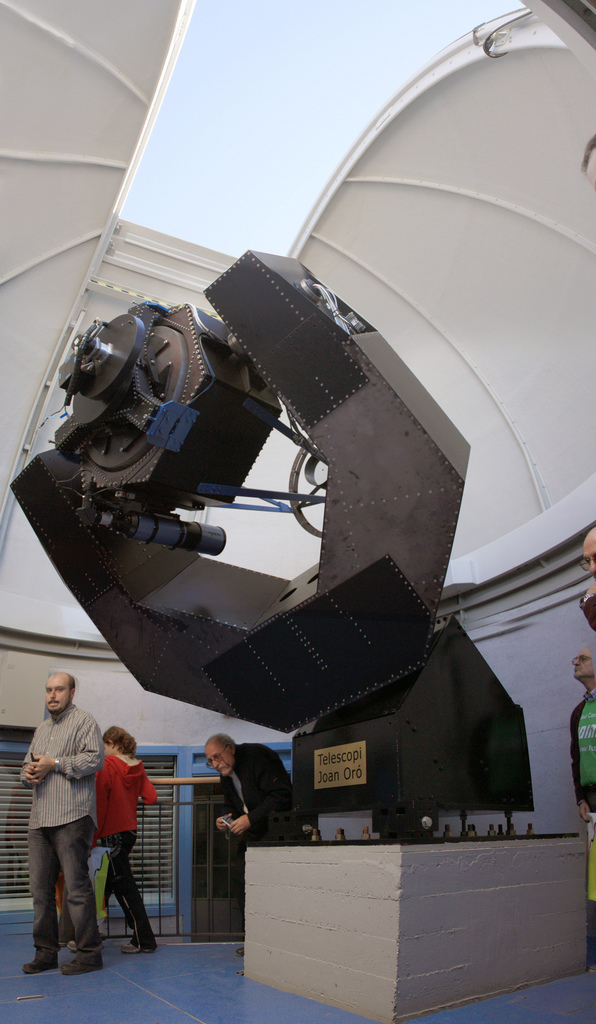
ムンセック天文台にあるウロー望遠鏡

1952年に妻子とともにアメリカ合衆国に移り住み、アメリカでは三男デヴィッドが生れている。1956年にはベイラー医科大学で生化学の博士号を取得し、1956年から1958年にはヒューストン大学でアシスタント・プロフェッサー（助教授）として、1958年から1963年には准教授として働き、1963年には正教授となった。ヒューストン大学では生化学科と生物物理学科を創設して監督した。1960年代からはアメリカ航空宇宙局(NASA)が行ったバイキング計画に参加。ウローの仕事は火星の土壌のサンプルを分析するのに不可欠であり、火星に生命が存在した可能性があるという初期の提言に疑問を呈した。
1975年のフランコ独裁政権終結後、1980年から1981年にはカタルーニャ自治州議会議員を務めた。アメリカ合衆国における多くの計画や委員会の科学顧問を務め、その中には国際宇宙ステーションや将来的な火星探査ミッションなども含まれていた。リェイダ県のムンセック山地にあるムンセック天文台には、「ウロー望遠鏡」と名付けられた望遠鏡がある。2003年6月23日819-32003号王令により、2003年にはウロー伯爵の称号を得た。2004年にはカタルーニャ州政府メダルを授与された。2004年9月2日、バルセロナで死去した。

## 受賞・受章
- 1983年 賢者アルフォンソ10世勲章（英語版）
- 1986年 国際生命の起源学会(ISSOL)によるオパーリンメダル
- 1991年 サン・ジョルディ十字勲章
- 2000年 フランセスク・マシアー（スペイン語版）大統領メダル
- 2003年 ウロー伯爵
- 2004年 カタルーニャ州政府メダル（英語版）